# H2の登場人物
H2の登場人物（エイチツーのとうじょうじんぶつ）は、あだち充の漫画作品『H2』に登場する人物の一覧である。

## 主要人物
タイトル『H2』とは、「ヒーローふたり、ヒロインふたり」と、４人の名前の頭文字を意味する。そのうちのヒーローふたり（比呂→ヒロ→HERO、英雄→「えいゆう」→HERO）に関しては、作中でも英雄が語っている。コミックス完全版表紙には「The Highschool Days of 2 Heroes and 2 Heroines,Hiro Kunimi, Hideo Tachibana, Hikari Amamiya, Haruka Koga.」と副題が付けられている。
国見 比呂（くにみ ひろ）
声 - 古本新之輔
千川高校3年（開始当時：千川高校1年）。投手・中堅手。右投げ・右打ち。
主人公。ひかりと野田は幼なじみで、英雄・ひかり・野田とは同じ青南中学校。中学時代から豪速球で名を馳せた投手だったが、上武医師の「3ヵ月で確実に肘が壊れる」という言葉を受け、野球への未練を断ち切るため野球部のない千川高校へ進学し、サッカー部に入部。ひょんなきっかけで行われたサッカー部と野球愛好会との野球の試合で、サッカー部の野球を侮辱するような言動に耐え兼ね、試合中に退部して野球愛好会に入会した。その後上武医師の無免許が発覚、診断が間違ったものだと知る。それを受けて本格的に野球を再開、愛好会を部へ昇格させるため奔走する。
150km/hを超えるストレート、140km/hのフォークや、スローカーブやチェンジアップなど切れのよい変化球を持ち球とする。さらに対英雄の切り札として野田も捕球に困るキレの高速スライダーも覚えた。併せて構えたまま動かさないミットへ投げる事のできる抜群のコントロール、無尽蔵のスタミナ、「ピッチャー返しを取らせたら右に出るものはいない」と自ら豪語するフィールディングも兼ね備える超高校級投手。ただ、気持ちにブレーキを掛けるのは苦手で、打たせて取るピッチングを指示されても1試合すべては我慢できない。バッティングも非凡で足も速く、中・高を通して3番を打つ。特に打撃に集中する状況での打撃は卓越しており、中学時代のサヨナラ安打数は英雄のものよりも多かった。外野守備も上手く、木根が登板した際はセンターを守っている。暑さに強く、ひかりの誕生日である8月16日には高校2年生時に行われた試合で敗北するまで一度も負けたことがなかった。
意地っ張りで他人から気を遣われることを避ける性格。ガサツだが他人に気を遣うところもある。大したことがない時は大騒ぎするが、本当に辛い時は誰にも言わない。そうした気質は野球においてだけでなく恋愛をはじめとする私生活においても発揮される。
野球の試合ではプレイ自体を楽しむタイプで、勝敗はあくまでその結果に過ぎない。明和一監督・稲川曰く、「どんなピンチも野球の楽しみに変えてしまう」野球大好き少年。また稲川は英雄よりも比呂の方が欲しかったと明かしている。
職業としてプロの道を選ぶことについてはあまり真剣に考えていなかった。だがひかりの母の死後、生前の期待に応えるために有名選手になることを決め、最終話において、メジャーリーグ挑戦をうかがわせる発言をする。
恋愛面では成長の遅さから同級生達よりも疎く、中1の時に英雄に仲の良い幼なじみのひかりを紹介してしまった。だがその1年半後にひかりへの初恋を自覚し、想いを明かさぬまま失恋する。高2での夏甲子園大会で2戦目伊羽商で敗退後、ひかりに初恋の相手であることと初恋では戦えなかったため野球ではどうしても英雄と戦いたかったこと、英雄さえいなければと思ってしまう時があることを告白する。しかしひかりから謝られてしまい、思いが届かないことを再確認。元々、比呂自身ひかりへの想いは浄化しており、英雄の「選ばせる」という行為に怒りすら覚えていた。
高3の夏の甲子園大会での直接対決の前夜、英雄が試合後にもう一度2人のどちらかを選ぶようひかりに伝えたことを知る。試合開始時にあえて英雄を挑発し、野球での勝負には勝つ。だがそのときの比呂の涙が象徴するように、それはすべての勝負に勝つとまでには至らないものであった。そしてその結果はあえて悪役に回った比呂自身予想していた。
当初より春華に好意を寄せられ、自身も春華に抱いた好感が男女のものに変わりつつあるのに気付いていた。春華への恋愛感情は、米国帰りで春華をストレートにも変化球的にも狙う三善とのやりとりを機にはっきり自覚する。一方でひかりの事を思う気持ちも強く、表には出さないものの複雑な思い、あるいは煮え切らない思いを抱える状態が続いた。ひかり、英雄との関係に決着を付けた後は、春華と未来をともにすることが示唆される。
1月16日生まれ。名前の由来は誕生日の語呂合わせだと比呂自身は語っている。
印象的な台詞として挙げられる「タイムアウトのない試合のおもしろさを教えてあげますよ。」は、連載当初世間の目がサッカーに向かっており、作者自身も編集部からサッカー漫画を書くように勧められたため、反抗する意味もこめて描かれた。
橘 英雄（たちばな ひでお）
声 - 宮本充
明和第一高校3年（開始当時：明和第一高校1年）。三塁手。右投げ・右打ち。
明和第一高校野球部の4番バッター。天性のスラッガーで、1年時から4番を打つ。守備もうまく、強肩の持ち主でもある。実況からは守っても怪物と評され、野田からは140km/hは楽に投げられると評されている。自称「バッティング投手をやらせたらチーム1」。将来はプロ野球の打撃記録を全部塗り替えるつもりだと語っている。小学校時代は練習嫌いだったが、中学1年の紅白戦で比呂から三振を奪われてからは猛練習を重ねるようになった。
普段は大人びて落ち着きのある性格だが、背伸びをして人から弱みを隠そうとするタイプでもある。また融通が利かず、勝負事にはシビア。
実家は酒屋だが家族揃って酒に弱く、ひかりの母親が零したビールや近距離にも拘らず、飲酒した監督が向き合った際に、不用意に放ったゲップや匂いだけで30分から1時間近く酔ってしまい駄洒落やギャグを連発する。間違って飲んでしまった場合、翌朝にはほとんどの記憶が飛んでしまう。
心から比呂を親友だと思っており、また比呂の大ファンとも語っている。野球では自他ともに認める比呂のライバル。
ひかりとは周囲公認の交際をしている。比呂らの会話によれば、中学1年生の時に比呂からひかりを紹介してもらったが、ませていたために照れて緊張してしまい、全く会話ができず、しばらくは比呂が2人の仲をとりもっていたという。
幼なじみ同士の比呂とひかりの絆の強さを喜ばしく思っている。反面、ひかりが比呂への封印した恋心を滲ませ始めた事と比呂とひかりが過去「向き合っておらず、隣で並んでいた」為に恋愛相手として考えていなかった事から、芽生えはじめた嫉妬に向き合わざるを得なくなる。目の怪我をした際にはひかりを含めた周囲にうまく不安を打ち明けることができず、過剰に強がってひかりとすれ違ってしまう。反対に、ひかりが母を亡くし悲しんでいた際は、比呂と違ってうまく慰められない自分にもどかしさをつのらせる。
だれよりも強くなりたいと願い、野球と恋愛の両方での決着が近づく中、比呂になら負けても自分を許してしまいそうだからこそ、絶対に負けるわけにはいかないと決意。甲子園での比呂との対決を前にし、そこでひかりにもう一度自分か比呂かを選ばせようとする。野球の勝負に敗れてひかりから身を引こうとするも、海辺で1人悄然としているところを探しに来たひかりに発見される。比呂がストレートで勝負することを疑ってしまい、三振を奪われて比呂にも自分にも負けた後悔を英雄は口にする。ひかりは英雄のそうした弱さと頑なさをカギを閉めていることに例えて、そこにひかりの居場所があるのでドアはなるべく開けておくようにと教えられたと語る。英雄は言葉の意図を汲みかねるものの、比呂が英雄から三振を奪ったことでそれを教えられたと説明され、悪役を演じた比呂の真意に気付く。比呂は英雄と向き合いながら「その融通の利かねぇバカ正直さに――　雨宮ひかりはホレたんだ。」という思いを込めて投球しており、それがひかりには伝わっていた。英雄は自分が何もわかっていなかったことを思い知る。そして英雄がひかりに与えたつもりだった野球の勝敗によって相手をもう一度選ぶ権利など最初から存在せず、自分もそれをわかっていなかったというひかりの言葉を受け、自分も比呂との勝負でだれよりもひかりのことが必要なのは自分だと教わったと告白。改めてひかりと向き合い抱き合った。
11月6日生まれ。血液型はB型。名前の由来は比呂と同じく誕生日の語呂合わせをもとにしたもので、「ヒーロー」を「英雄」とした。
雨宮 ひかり（あまみや ひかり）
声 - 今村恵子
明和第一高校3年（開始当時：明和第一高校1年）。
比呂と野田の幼馴染。中学時代に比呂の紹介で英雄と付き合うようになった。英雄のことは「ヒデちゃん」と呼んでいる。明和第一高校では弓道部に所属しており、夏季限定で明和第一野球部にもマネージャーとして籍を置く。ミス明和に選ばれていて、成績も優秀で家事も万能。将来の夢はスポーツ記者になること。
しっかり者で中学生の時からおませな性格。相当な人間観察力を他人の長所を見つけるために活かしており、「人の悪口を言えない」と言われている。
幼い頃は、比呂とよく行動を共にし、よくキャッチボールの相手をしていた。当時は比呂より背が高かった事から比呂の姉と間違われてもいた。英雄とは周囲公認の交際をしているが、比呂が目撃していることに気付いてキスを拒んでしまうなど、微妙な距離感があった。比呂が自身の事を好きだった事を明確には意識できていなかったが、同時にひかり自身も比呂に心の奥底では好意を抱いていた。しかし、比呂自身を弟分のように思っていたのと、先に英雄と出会った為に恋心に気付いていなかった。だが、中学に進学後比呂が急成長し、初めて「男としての魅力」に気付いてしまったが、既に英雄と交際していた為、恋心を封印した。だが、高校に進学後、ライブへ行った際に天候不順で帰宅できなくなってしまい、やむを得ず一泊したとき「眠れない」とやはり「比呂を男として好意を持っている」自身を持て余していた。その後も偶に比呂と二人だけの時に接していくうちに封印した好意が戻りつつあった。しかし、伊羽商戦の敗退後に比呂から初恋がひかりであるという本心の告白・たとえ過去に戻れたとしてもひかりに英雄を紹介する自分・ひかりの事を考えると大好きな親友を嫌いになってしまう自分・思春期が1年半ズレていた等の述懐を受け、更にひかりの誕生日に負けてしまった事・英雄との勝負に挑めないことに涙を流す比呂を抱きしめていた。姉弟同然だった比呂が一人前の男として自分と向き合おうとしていると気が付いて心を揺らすものの、英雄は間違いなく自分の初恋の相手で現在も愛しているため、比呂への想いに整理をつけようとするが、比呂への想いがどうしても残ってしまい、2度比呂に「応えられない」ことを告げていた。ひかりの比呂に対する想いは、「おれのことが大好きだから」絶対につきあうことにはならない種類の「好き」だと後に比呂が述べている。
物語後半で母親が他界するも気丈に振舞っていたが、比呂と昔のようにキャッチボールをした時、幼い頃からの母親の記憶が蘇り思わず涙を流した。ひかりの愛情が種類はどうあれ比呂にも向いていることに見て見ぬふりをできなくなった英雄から、2人の試合後にどちらかをもう一度選ぶよう言われる。そして、3年夏の甲子園準決勝の前夜、比呂から「がんばれ」と言ってくれと頼まれそれに応じてエールを送るうちに本心が溢れてしまい、遂に泣きながら比呂の胸に飛び込んだが、比呂から「ごめん」と謝罪される。英雄が負ける姿など想像できず、比呂のことも応援してあげたい気持ちを押し殺して2人の試合を観戦していた。だが英雄は比呂に三振を奪われ明和一は千川に敗北し、衝撃を受けることになる。三振を奪った比呂の球に込められた「その融通の利かねぇバカ正直さに――　雨宮ひかりはホレたんだ。」という思いを受け取り、融通の利かない英雄の強い面と脆い面の両方に惹かれた自分を教えられる。1人姿を消した英雄の後を追って海辺にて向き合う。そして自らの空回りを悟った英雄と改めて本心を確認し合い、抱き合った。
8月16日生まれ。比呂は毎年誕生日プレゼントにその日のウイニングボールを送っていた。
古賀 春華（こが はるか）
声 - 鈴木真仁
千川高校3年（開始当時：千川高校1年）。
千川高校の野球部マネージャーで、古賀商事の社長令嬢。高校野球の大ファンで千川高校に野球部を創設させる立役者となり、甲子園を目指すという夢を比呂に再び与えるきっかけを作る。
美人で人柄も良い。ドジでおっちょこちょいなところも含め、男女を問わず人気がある。1年生時の文化祭ではミス千川の候補に挙がった。成績は非常に優秀で、実は運動神経もよい。遊びで比呂を相手にバッティングを行った際、比呂の速球を恐がらずにバットを振り切っていた。優しい性格だがマイペースで芯の強い面もあり、言うべきことがあるときにははっきりと口にする。
将来の夢は女優かスチュワーデス。プロ野球選手の奥さんは女優かスチュワーデスが多いからという一見軽い理由だったが、スチュワーデスを目指すために真剣に勉強する姿は比呂からも感心される。
少女らしく恋には憧れがあるが比呂に出会うまではまともな男性に縁が無かった。うっかりお近づきになろうとしてしまったり、向こうから言い寄って来た相手は癖のある男ばかりだったという。比呂にも早くから好意を伝え憎からず思われるが、比呂はひかりへの思いをなかなか振り切れず、長く曖昧な態度を取られていた。中学生から続く比呂・ひかり・英雄の因縁に入り込むことはできなかったが、比呂から今自分が高校で野球を頑張れているのは春華のおかげだと伝えられる。そして、「長生きしろよな」とも伝えれており「国見君も」と答えている（これは比呂がひかりの父親から受けた「長生きする嫁さん貰え」に通じている」）。
その3人の因縁に決着がついた後、ひとつの紙飛行機にメジャーリーグへ向かう比呂とスチュワーデスとなった春華が搭乗するという将来を予感させる冗談のやり取りをし、比呂から同意された。
3月3日生まれ。

## 千川高校
地区は北東京。当初校長の方針で野球部は存在しない高校で、生徒の間でささやかに野球愛好会が設立されていたが、比呂や野田、古賀春華の尽力により愛好会が部に昇格。比呂と野田のバッテリーに、柳、木根、佐川らをはじめとする選手の活躍により、創部1年目で甲子園初出場初勝利、2回戦まで進む。翌年選抜大会初出場初優勝、つづく夏の甲子園準決勝で明和一高校に勝利し、決勝に進む。練習グラウンドは河川敷のため、たまに台風で使えなくなることがある。部員数は有川達の代は7人。比呂達の代は6人、そのひとつ下は9人。その2つ下は17名。
野田 敦（のだ あつし）
声 - 津田健次郎
3年生（比呂と同期）。捕手。右投右打。背番号2（2夏-）
小学生の頃から比呂やひかりの幼馴染で、比呂と長年バッテリーを組んでいる。2年秋の大会からは野球部主将も務める。比呂から厚い信頼を受けており、物語の転機に多く関わる。丸眼鏡をかけた巨漢で、大喰らい。中学時代は5番、高校では4番を打つ。勉強はできないが頭の回転は早い。
当初は無表情で大人しい印象であったが、徐々に朗らかで冗談好きな面を見せるようになった。また、後に比呂の家で朝食を勝手に食べる厚かましい一面も垣間見られるようになった。
捕手としての能力は素晴らしく、強肩でリードも頭脳的。野球に関する知識も豊富で指導力もあり、比呂と英雄を一流に育てた。英雄曰く、「あいつ（野田）がいなければ、ここ（甲子園）にはいなかった、比呂も俺も」とのこと。愛好会時代には素人同然の上級生らの指導にあたり、千川が甲子園に出場したのも彼の力によるところが大きい。
腰を痛めたため上武医師の診断に従って野球をやめ、比呂と同じく野球部のない千川に進み、腰にはバタフライがいいと言われ水泳部に入部していた。比呂と同様に無免許医の誤診とわかり野球を再開する。
打者としては長打力があつ典型的なパワーヒッターで、甲子園準決勝で明和一のエース石元から唯一のホームランを放った。三振は少なく凡打の大半は外野フライだが、あまり器用なバッターではない。捕手らしくリードを読んでのバッティングをする。
人を蹴落とせる性格でない比呂がプロに進むことには当初懐疑的だったが、比呂の飛躍は誰からも疑いのないものとなっていく。その後、南東京地区大会準決勝戦である明和一vs美斗工戦をひかりと観戦した際に、「どうせおれが（比呂に）つきあえるのはこの夏までだ。」と発言。自分の実力ではプロ野球でも比呂とバッテリーを組むことは不可能なため、プロは目指さない意思を示す。
美斗工は捕手に恵まれず敗退し、投手は悔し涙を流した。それを目にして比呂をよろしくと頼むひかりに肯き、甲子園で比呂を支える決意を新たにする。高校卒業後は一年浪人を覚悟して、大学進学を考えている。
比呂・英雄・ひかりの3人の関係が決着した時、青南中から友人関係の続く4人の1人として、3人以外では唯一彼らの真意に気が付いていた。
名前は野村克也と古田敦也から。
木根 竜太郎（きね りゅうたろう）
声 - 竹中伸一、根谷美智子（小学校時代）
3年生（比呂と同学年）。中堅手、投手。右投両打。8月3日生まれ。身長173cm（高校2年生時）。背番号8（2夏-）。
走攻守の三拍子揃ったセンターで、1番を打つ。当初の性格はかなり軽く身勝手なものだった。高校入学当初はサッカー部の花形新入生として女子からの黄色い声を一身に浴びていたが、徐々にスケベで金にだらしない本性が女子たちに知れ渡り、一種の笑い者のような立場になった。本人は「走攻守顔の四拍子揃ったセンター」と支倉や小山内の前で話す自信家。しかし、人前では見栄を張って努力する姿は見せないが、実は隠れて真面目に練習を積む面も明らかとなっていく。実際の才能も監督の富士夫曰く「潜在能力であれば国見に劣らないものを持っている」と言われるほどである。昔から掛布に憧れて左打ちだったが、長い間野球をしていなかったことで、野球部結成をかけた明和一戦の途中までうっかり右打ちで打席に立ってしまう。後に作者の作画ミスの辻褄合わせのギャグを契機に両打ちになる。
当初はサッカー部のエースストライカーで、中学時代もそれなりに知られていた選手だった。かつてリトルリーグの白山エンジェルスに在籍していた頃はエースで4番だった。しかし英雄がチームに加入して4番の座を奪われたことを嫌い、監督に自分を取るか英雄を取るか迫ったところ、監督は英雄を取ったため追い出されるような形でチームを去る。その後、サッカーに転向した。そのことで英雄に恨みを抱いており、明和一との練習試合を機に、英雄をギャフンと言わせる為、野球部にも入部する。しばらくはサッカー部との掛け持ちだった。一時期は英雄や明和一との差に打ちのめされて練習に出ない時期もあったが、後述のケガや小山内美歩との関係も手伝って野球への思いを自覚。部活をサボっても練習はサボらないようになり、チームの主軸を担うまでに成長。小学生のときに公言して嘲笑の的となった、「甲子園に出ていっぱい三振をとる」という夢を果たすまでになる。また、野球部発足当初は、「サッカーで国立、野球で甲子園を目指す」と発言していたが、サッカー部で活動する描写は栄京との招待試合以降、なくなったが、冬休み中、高校サッカーを自室でテレビ鑑賞しているコマもある。連載序盤の単行本の登場人物紹介のページでは「野球愛好会兼サッカー部」「野球部とサッカー部所属」と書かれている。
1年時の明和一との練習試合では唯一打点を挙げた。2年時の秋季地区大会は途中から欠場。原因は、台風のときに傘をさしながら自転車の手放し運転をしていたところ風に飛ばされ、小山内美歩の姉たちの運転する車に衝突して骨折し、入院したため。このとき、意外に努力家で野球が大好きな一面を美歩たちに垣間見せる。そのこともあり美歩との仲が急速に進展する。3年生の頃には、比呂をして「あんなにうまいセンターは明和一にもいない」と言わしめ、野田にも広い甲子園のセンターを守れるのは木根しかいないと認めさせるほどにまで成長する。
投手としては比呂を温存する時に登板。リトルリーグの頃から切れの良いカーブを投げ、「性格と同じくらい曲がるカーブ」とは春華の評価。野球部に入るきっかけは英雄への敵対心だが、子供の頃から「甲子園で三振を取る」という自身の夢を密かに持ち続けていた。比呂がいるため登板の機会がほとんどなくとも投球練習を毎日続けていたという努力の成果もあって、3年夏の甲子園準々決勝では先発投手を任され、完投勝利を収める事になった。これは前述した潜在能力を出せなかった木根に、自分の殻を打ち破るきっかけとなった。
柳との1、2番コンビは高校野球関係者の間で非常に評判が高い。
初めのうちは春華に付きまとっていたが、後に利害が一致して協力関係だった小山内美歩と両想いになり付き合うことになる。比呂曰く便所掃除をさせたら日本一らしい。小学校時代に祖父は周囲から笑われていた木根の夢を応援していたが、高校に入学する前には既に死去している。
柳 守道（やなぎ もりみち）
声 - 伊崎寿克
3年生（比呂と同学年）。二塁手。右投右打。背番号4（2夏-）。
千川高校の校長の息子。軽快な守備、広角に打ち分けるバッティング、くさい球をファウルにする技術は天下一品。足も速く、バントの上手さも持ち味という好選手で変化球打ちにおいては千川随一の才能がある。その能力は比呂が中学時代最も印象に残るセカンドとして記憶しており、野田や英雄にも憶えられているほどの選手だった。
学業面でも成績が良く、絵の才能もあり、温厚実直な性格でクラスメイトやチームメイトからの人望も厚い。
高校野球嫌いだった父親との約束で、野球は中学までで高校ではやらない約束をしていた。しかし、比呂たちの説得によって、風邪をひいているふりをしてマスクで顔を隠しながら明和一との練習試合に参加。高校野球に対する父親のわだかまりが解けてからは、父親に野球への想いを告白。野球部への入部を果たす。
攻撃面では木根、柳の1、2番コンビは高校野球界でも評判が高い。また守備面では柳、佐川の二遊間は「ウチの自慢」と比呂が評している。
甲子園での明和一戦では会心のあたり(加えて金属バットを使用していた)がスタンドに届かず、「やっぱりプロはあきらめて正解だったよ」と述べた。
春華に好意を持つものの比呂と春華の仲を応援しており、その想いを伝えることはなかった。
佐川 周二（さがわ しゅうじ）
声 - 檜山修之
2年生（比呂の一つ下）。遊撃手。右投右打。背番号6（1夏-）。
少し眠そうな顔とリーゼントが特徴。英雄の幼馴染みで、亡き兄から英雄と一緒に野球を教わった。野球に関しての実力は高く、俊足強肩のショートで、打撃でも1年時からレギュラーとして6番、2年から5番を打つ好打者（木根の不在時は1番）。相手の隙をついて一気に二塁からホームインするベースランニングなど、随所に非凡な野球センスを発揮する。日本代表に入れる素質があるとも言われていた。
千川を受験する前までは静岡に住んでいた時期があり、かつて栄京の広田と同じ美富士中学校にいたが、広田に濡れ衣を着せられ野球部を追い出された経験を持つ。人相が悪く、登場時は転校後に手っ取り早く友人を作ることが目的で不良グループに入っており、中学生にして煙草を吸うなど荒んでいた。だが兄を巡る英雄とのわだかまりを解いたことが手伝って、野球の再開を決意。栄京の広田と対決する目的もあり千川高校に入学。以後性格は丸くなる。
島と大竹の広田との繋がりに気が付き、しばらくは警戒していた。だが2人が真面目に練習していることを知り徐々に親しくなる。スパイ行為から決別した2人とは部活外でも共に練習をする友人となる。兄からは天才である英雄は参考にならないので4番であろうと9番であろうと同じ9分の１には変わらず英雄には足と肩は負けていないので立派な9分の１に成れると教えられた。
島 オサム（しま オサム）
2年生（比呂の一つ下）。左翼手。右投左打。背番号17（1夏）→背番号7（1秋）。
栄京・広田のいとこで、広田のスパイとして千川高校に入学・入部してきた。父親の借金を広田の父親に肩代わりしてもらう上に優遇入社させてもらう約束があったため、広田の言いなりになる。後に、島が野球部に入部していたことを知らなかった父親が「自分の息子が負けることを祈るような父親にはなりたくない」と広田家からの支援を断ったことで、本意にそぐわないスパイを続ける必要がなくなり、大竹や、仲良くなった佐川とともに野球に打ち込むようになる。チームトップの俊足の持ち主で、経験の浅さからかエラーは多いものの守備範囲の広さは一流。
中学時代は陸上部に在籍していたが、島の競争相手が度々怪我などを負う事から周囲で悪い噂が絶えず、嫌気をさして陸上を辞めた。しかしこれらはどれも偶然で、悪い噂がたつのは意地を張りがちで言い訳をしない島の性格によるもの。弟が1人いるが、島に怪我をさせられたと吹聴する競争相手の弟が島の弟の同級生であり、競争相手の弟と仲間からいじめを受けた島の弟も噂を信じてしまう。しかし誤解は解け、弟との仲も改善する。
野球経験がないことで、当初ベースランニングは佐川よりも遅かったが、練習を重ねて佐川より速くなった。俊足を買われて1年途中からレフトを守るようになる。当初は右打ちだったが柳からアドバイスを受け、足で内野安打を稼ぐために左打ちに転向する一方、スイッチヒッターに挑戦するようアドバイスも受けている。変化球打ちが得意。1年時に9番、2年時には8番を打っていた。
大竹 文雄（おおたけ ふみお）
2年生（比呂の一つ下）。一塁手・右翼手。捕手。右投右打。背番号18（1夏）→背番号3（1秋）。
島と同じく栄京・広田の従兄弟で、スパイとして千川高校に入学し野球部に入部。しかし底意地の悪い広田のことは幼少期から大嫌いであり、回想シーンでは広田から悪戯を受けていた描写がある。その後、島が広田に従わなくともよくなったことで、島とともに広田を裏切ることになる。高校からという野球経験の浅さからか、当初は打席に立っても空振りが多かったが、大きな体格を持つ上にトレーニングを密かに重ねた成果からパワーヒッターとして成長。チーム随一の長打力を持つまでになった。推定飛距離160mの場外弾を放ち、次の打席で詰まりながらもフェンスを越したため翌日のスポーツ新聞で1面に載った。1年途中からライトで8番、新チームになってからは長身を生かしてファーストにコンバートされ6番（木根の不在時や野田がスタメンから外れた際には5番）を打つ。
中学時代にはボクシングをしていたことから比呂の速球にも怯まずにいられたため、紅白戦では野田の代わりにキャッチャーを務めたことがある。野田がカゼでスタメンを外れたセンバツ2回戦でもキャッチャーで出場している。ボクシングの腕は避けないで打つだけのボクシングであり、相手に手加減をすることができない。ボクサーの経験から、顔面の打撲の応急処置も得意で、比呂が試合で島の頭突きにより目がふさがってしまう怪我をしたとき手当てをしたことがある。
有川（ありかわ）
声 - 千葉一伸
比呂の一つ上の学年。遊撃手→三塁手。右投右打。
野球愛好会に所属しており、野球部の正式発足後、初代キャプテンとなる。気が弱いようだが野球を愛する気持ちは強い。最初はショートを守っていたが、肩が弱く、佐川の入部によりサードを守るようになった。打順は5番。紅白戦の時は国見とバッテリーを組んだが途中で大竹と捕手を交代した。甲子園の豪南戦ではヘッスラの際にキャッチャーの投げた球が飛んだヘルメットに当たり決勝点を上げた。甲子園後は伊羽商対明和一の試合前を広永、森谷ら3年とテレビで観戦していた。
広永（ひろなが）
声 - 高木渉
比呂の一つ上の学年。一塁手。右投右打。背番号3（3夏）
愛好会時代からのメンバー。野球部に昇格した後も引き続きレギュラーとして一塁を守る。比較的大柄でごつい風貌。実力は低いが、栄京戦では怯んだ林からタイムリーを放った。愛好会当時はショートバウンドのボールを取るのが苦手だったらしい。打順は7番。
井上（いのうえ）
2年生（比呂の一つ下）。三塁手。右投右打。背番号5（1秋-）
有川・広永らが抜けた後、サードのレギュラーとなる。エラーはする、暴投はするなど守備は危なっかしいが、その一方でダイビングて止めるなどスーパープレイを見せることも多い。実家は銭湯。打順は7番。
杉山（すぎやま）
3年生（比呂と同学年）。右翼手。右投右打。背番号9（2夏-）。
愛好会時代からのメンバーで、石神戦ではライトだったが控えに下がる。有川・広永らの上級生が引退し、大竹がライトから一塁にコンバートされた後を受け、比呂たちが2年次の秋季地区大会からライトのレギュラーとなる。比呂たちとは同学年だがあまり絡むシーンがなく、有川ら上級生と絡むシーンが多い。1年の頃は打力は広田の球を当てても飛ばないと呼ばれ、守備も不安定だったが徐々に安定し、選抜決勝ではフライを飛びついて止めるなど成長を見せた。打順は9番。
古賀 富士夫（こが ふじお）
声 - 松本保典
野球部監督。
12歳年上の春華の兄。トレードマークはヒゲとサングラス。前は家（古賀商事）の運転手。野球になると熱くなるようで、携帯型テレビを使って甲子園の試合を観戦しながら喫茶店でがなり立てていたところ、偶然居合わせた柳校長にその時の発言を聞かれ、気に入られて監督に就任する。
高校卒業後、一人暮らししながら大学に通っていたが、放浪癖があったため卒業までに8年かかった。最初は比呂も呆れるくらい柄の悪い男であった。監督就任後も春華の水着姿をこっそり撮影してはその写真を売るなど風来坊気質は抜けきらなかった。
栄京の城山監督とは高校時代の師弟関係であるが、城山の方針に反抗したため、3年間ベンチ入りさせながら一度も試合に使われないという報復を受けた過去を持つ。選手時代の彼の城山による評価は「（自身の采配には）使えない、才能を持ったお人好し」というもので、優れた選手であった事を伺わせる。
外見とは裏腹に基本的にはとぼけた性格の監督であるが、「高校（に限らず、学生・未成年の）野球（スポーツ）は教育の一環」が座右の銘。比呂に頼り切ってはチームが甲子園に通用しないということで地区予選終盤で木根に投げさせる、フォームを崩さないようにと元々打てる打者以外には変則投手に無理にタイミングを合わせないように聞かせるなど、大局を見据えた采配を心掛けている節があり、指揮官としての優れた手腕も時折発揮する。おまけ集めが好き。
山口（やまぐち）
声 - 山崎たくみ
野球愛好会時代からのメンバー（比呂の二つ上）で、野球部への昇格決定までキャプテンを務めた。右投右打。三塁手。部に昇格後まもなく引退を迎えたため、1年後輩の有川を野球部としての初代キャプテンに任命する。美斗工戦には他メンバーと共に応援に駆けつけ有川を励ましていた。
根本（ねもと）
声 - 柳沢栄治
右翼手。愛好会時代からのメンバー（比呂の二つ上）。山口と共に野球愛好会を最上級生として支え、部への昇格を見届けて引退。
中村（なかむら）
愛好会時代からのメンバー（比呂の一つ上）。背番号10。
遊撃手。
大内（おおうち）
愛好会時代からのメンバー（比呂の一つ上）。
外野手。
森谷（もりや）
声 - 結城比呂
愛好会時代からのメンバー（比呂の一つ上）。右投右打。左翼手。背番号7（3夏）。
石神商戦では試合中に緊張と疲労で倒れ、島と交代。その後はレフトのレギュラーを島に譲る。美斗工戦では国見が投手に上がる際にセンターの守備についた。
山口（やまぐち）
2年生（比呂の一つ下）。右投左打。外野手、一塁手。背番号15（1秋-）2年秋の地区大会を欠場した木根に替わり9番センターでスタメン出場した。野球愛好会時代の元キャプテン・山口とは同姓の別人。選抜では大竹が捕手を守った際には一塁手についた。
野々山（ののやま）
2年生（比呂の一つ下）。家はエアロビクス教室をやっている。ただし男性専門。
小松（こまつ）
2年生（比呂の一つ下）。右打ち。
浅井（あさい）
1年生（比呂の二つ下）。
荒木（あらき）
1年生（比呂の二つ下）。左投げ。
漆谷 源一郎（うるしたに げんいちろう）
1年生（比呂の二つ下）。
比留間 陽平（ひるま ようへい）
1年生（比呂の二つ下）。右投げ。木根と小山内の2ショット写真を拾う。
木暮（こぐれ）
1年生（比呂の二つ下）。投手。豪快なフォームでも100km/h程度しか出ない投球が特徴。
小松（こまつ）
1年生（比呂の二つ下）。
堀（ほり）
1年生（比呂の二つ下）。
其田（そのだ）
1年生（比呂の二つ下）。右投げ。
茶畑（ちゃばたけ）
1年生（比呂の二つ下）。右打ち。
土田（つちだ）
1年生（比呂の二つ下）。甲子園で釣りをしている野田にバケツ取りを命じられる。
鳥光（とりみつ）
1年生（比呂の二つ下）。
林（はやし）
1年生（比呂の二つ下）。
福本（ふくもと）
1年生（比呂の二つ下）。
古川（ふるかわ）
1年生（比呂の二つ下）。
向井（むかい）
1年生（比呂の二つ下）。右投げ右打ち。中堅手。中学時代チームの中心選手だった有望株。夏の甲子園大会で準々決勝（比呂を温存し木根が先発した試合）にも9回裏に比呂と交代してセンターで出場。ウイニングボールをつかんだ。
村越（むらこし）
1年生（比呂の二つ下）。右投げ。一塁手。中学時代チームの中心選手だった有望株。
矢野（やの）
1年生（比呂の二つ下）。左打ち。中学時代チームの中心選手だった有望株。
山 本二郎（やま もとじろう）
1年生（比呂の二つ下）。右投げ。投手。ノーコン気味だが強肩が売り。「山」が姓。地区大会でも1回戦で登板した。
芦沢（あしざわ）
野球部顧問（部長）。千川高校の教師。
田村（たむら）・村田（むらた）
1年生（比呂の二つ下）。新たに入部してきた野球部のマネージャー。名前は仮称。初登場時のギャグのために下の名前は不明。「亜美」「由美」、「じゅん」「ネネ」など候補らしきものは多数存在（どっちがどっちなのか、どれがどちらの名前なのか、本当の名前…など、殆ど不明）。
柳 道夫（やなぎ みちお）
声 - 小村哲生
千川高校校長。守道の父親。
地元では有名な進学校の「○×県立草成高校」出身。昔、草成高校が甲子園で初戦で0-30のノーヒットノーランをやられ大敗した。その試合を守道と観戦していたことと、母校が「甲子園で大敗した高校」として全国に知れ渡ったことが原因で高校野球が嫌いになった。また、その件を話題にされるのを非常に嫌がり、保険会社の営業がその件を話題にしようとするだけでその保険を解約するほどである。高校野球が嫌いと言い張り千川に野球部を作らなかったが、比呂や守道の野球に打ち込む姿を見て野球部創部を許可。作中、基本的に喜怒哀楽を表す部分は少ないが、千川野球部創部を認めた後、息子が野球を再開することを許可したときは、草むしりをしながら、肩を揉むように指示すると、麦わら帽子で顔を隠し、口元に笑みを浮かべたり、校長室で甲子園出場の報告を受けた後、一人になったときに、息子の祝福も兼ねてか、こっそりクラッカーを鳴らす場面があり、同時に高校野球大好き親父という本性を態度で表し野球部の後援会など様々な協力をすることになった。
三善 光一郎（みよし こういちろう）
3年生(比呂と同学年)。千川高校柔道部。米国帰りの帰国子女。祖父が米国に道場を開いているため柔道が上手。実家は英会話教室。春華に好意を抱いており、両親が旅行中に春華を部屋に軟禁しようとしたが、比呂にボールを顔面付近に当てられ腰が抜け失敗。結果的に比呂が春華に思いを伝えるきっかけとなった人物。

## 明和第一高校
優れた練習設備と厚い選手層を誇り、多くの実績を残す野球名門校。地区は南東京。学校名やユニフォームは本作品の作者であるあだち充の故郷、群馬県の甲子園常連校、桐生第一高校がモデル。名前の由来は群馬県明和町から。
橘が入学するまでここ3年ベスト4止まりで春も補欠校としてそのまま見送られた。比呂一年時は予選準優勝、二年夏時は甲子園優勝、秋は予選敗退。そして三年時に準決勝で千川と対決。
中井 清孝（なかい きよたか）
3年生（比呂と同学年）。一塁手。左投げ・左打ち。打順は3番。
1年生の秋から野球部でクリーンナップを打つ。英雄の影に隠れがちだが長打力は橘に引けを取らない相当な実力者。2年で5番、3年で3番を打つ。英雄から4番の座を奪うために3年間必死に努力し、終にそれは叶うことはなかったが、才能を過信し努力を怠るただの4番打者よりは遥かに優れた日本一の3番打者となったと自負している。入学した時から密かにひかりに片思いをしていた。
石元 豊（いしもと ゆたか）
2年生（比呂の一つ下）。投手。右投げ・右打ち。打順は9番。
エースピッチャー。中学時代は強肩のキャッチャーだったが、他人の視線が集中すると貧血を起こす体質を改善するために逆療法としてピッチャーに転向する。1年時の秋季大会ではその体質改善のために完投しなければ退部と約束して登板。チームはこのシーズン、彼を育てるために彼と心中し、大会は惜敗に終わるものの力投を見せる。ストレートの威力は一級品で、体質の克服後はチームの柱として相手打線をねじ伏せた。長打らしい長打は、千川戦での比呂の二塁打と野田の本塁打以外に打たれていない。明和一の監督曰く、明和一高野球部史上最高のエース。打撃も優秀で比呂からクリーンヒットを放った。
植木（うえき）
3年生（比呂と同学年）。右翼手。右投右打。打順は7番。
英雄曰く「もう少しずるさと図々しさがあればとっくにレギュラー」とのことだが、チーム一お人好しな性格が災いしてレギュラーになりきれていない。バッティング投手をしていた英雄の顔面に打球を当ててしまい顔を真っ青にした。その後吹っ切れたようで3年春からレギュラーになる。
大和田（おおわだ）
3年生（比呂と同学年）。左翼手。右打。打順は5番。
2年生の秋からのレギュラーでクリーンナップを任される。5番打者のため度々英雄敬遠で勝負されるが、結果を出せる強打者で、中井、橘と強力クリーンナップを形成している。英雄が怪我で欠場した試合では三塁手として出場した。
一ノ瀬 誠（いちのせ まこと）
声 - 石野竜三
3年生（比呂の一つ上）。投手・中堅手。左投左打ち。
エース。2年生のとき、当時のエースだった丸山がケガしたため急遽投手となる。それまでは強肩外野手であり、1試合3度の補殺を見せたこともある。マウンドさばきがぎこちなく、フィールディングが原因で夏の敗戦を喫しその悔しさから成長。秋では関東を代表する左投手として広田と共に評価されている。
丸山（まるやま）
3年生（比呂の二つ上）。投手。右投げ。
エース。県内（作者のミスで正確には都内）では指折りの右の速球派。しかし、上武医師の誤診により肘を壊す。
田村（たむら）
声 - 相沢正輝
3年生（比呂の二つ上）。捕手。
岩切（いわきり）
3年生（比呂の一つ上）。中堅手。打順は1番。
俊足。
下池（しもいけ）
3年生（比呂の一つ上）。二塁手。打順は2番。
しぶとい打者。
村部（むらべ）
3年生（比呂の一つ上）。遊撃手。打者は3番。
好打者。眼鏡をかけている。2年の頃からレギュラーであり、千川との練習試合では足を負傷した比呂から決勝だとなる2点タイムリーを放った。
立川（たちかわ）
3年生（比呂の一つ上）。捕手。打者は6番。
強肩でリードも優れる。
小森（こもり）
3年生（比呂の一つ上）。右翼手。打者は9番。
守備範囲が広い。
児玉（こだま）
捕手。右投げ。打順は6番。
比呂3年時のレギュラー。
本間（ほんま）
3年生（比呂と同学年）。二塁手。右投げ左打ち。打順は1番。
俊足。
福井（ふくい）
三塁手。1年の対栄京学園戦の時怪我をした英雄の代わりに出場。
谷村（たにむら）
投手。左投げ。
比呂3年時の明和第一の二番手。
木戸（きど）
投手。右投げ。
比呂3年時の明和第一の三番手。
神崎（かんざき）
3年生（比呂と同学年）。遊撃手。打順は8番。
8番だが予選では沖島からホームランを放った。野田曰く8番が打てたら大抵のチームのクリーンナップ。攻守も目立つ。
辻（つじ）
左翼手→中堅手。打順は8番→2番。
3年生（比呂と同学年）。守備範囲が広い。英雄、中井と共に2年からレギュラーである実力者。
稲川（いながわ）
野球部監督。
人生経験のうかがえる名言といえるような一言を呟くことが多い人物。また、ストーリー中に重要な解説を入れることもある。校長には1度も頭を下げたことはなく、かつて校長の車をバットでボコボコにしたことがあるらしいが、部員に対しては厳しくも優しい名将の器である。
小山内 美歩（おさない みほ）
2年生（比呂の一つ下）。
野球部マネージャー。4人姉妹の末っ子。人の視線を集めるのが好きで、部活中にも1人だけブルマを穿くなど異性の気を引くような行動が多かった。
入部当初は英雄に好意を寄せていたため、ひかりを目の敵にしていた。しかし利害が一致した木根と同盟を組んだりするうちに、中学時代から木根に想いを寄せる空手3段の放竜寺を諦めさせる為に木根の彼女の振りをすることに。そこで自身の木根への想いに気付き、付き合うことになる。その後はひかりへの嫉妬は消え、むしろ慕うようになる。
息子が欲しかった父親の相手をしていた為にキャッチボールが上手く、女子とは思えないほどの球を投げる。

## 栄京学園高校
優れた練習設備と厚い選手層を誇る野球名門校。地区は千川と同じ北東京。学校名やユニフォームは帝京高校がモデル。3年前に監督が城山監督に変わっている。前監督によると小倉ら3年生の代が抜けるとただの強豪チームとのこと。
2年目の春は選抜優勝。夏は準決勝で千川と対決。
広田 勝利（ひろた かつとし）
声 - 子安武人
3年生（比呂と同学年）。投手・中堅手・一塁手。左投げ・左打ち。
野田曰くバッターとして「才能だけなら英雄といい勝負」、そして英雄曰くピッチャーとしても「才能だけなら比呂以上かもしれない」と評される程の天才選手。H2の主要キャラクターで唯一公式戦で比呂からホームランを放った人物である。非常に計算高く、ずる賢くて冷酷な性格であり、試合では城山監督の指示の下、平気で相手選手に故意にデッドボールやスパイクでの踏みつけを行っていた。橘には、左腕に死球を与えた次打席でホームランを打たれているが（監督の指示で、大事を取り、その後、病院に向かうため、交代している）、2年時のセンバツで優勝した初戦でノーヒットノーランを演じた試合では試合開始直後、相手チームのトップバッターに死球を与え、負傷退場に追い込んでいる他、別の試合では相手投手がベースカバーに入りやすいようにファーストゴロを打ち、カバーに入った投手を負傷させながら、心配するような素振りを見せているが、そう言った背景もあり、城山監督が退任後、別の試合で死球を与え、ケガをさせた相手選手から、殴打される報復を受けている。
抜群の制球力を誇る。またカーブ、シュート、スライダー、フォークと多彩な変化球を持ち、そのどれもが一級品。球速は140キロを上回る。
2年生時にエースとして選抜大会優勝を果たすが、夏の北東京大会準決勝の千川高校戦で肘を痛めて敗北。野手への転向を余儀なくされ、城山監督も部から逃げたことで立場をなくしてしまう。だが選手生命の危機に晒され野球と向き合う中で野球愛を自覚し、監督代行となった元野球部顧問の厳格な指導でラフプレーを改める。秋季大会準決勝の千川高校戦では4番一塁手として出場。この直前父が死亡しており気持ちに整理をつけながらのプレーとなる。比呂は初め改心した彼を認めていなかったが試合を通じて気持ちを交わし合い、全力勝負を演じる。しかし、中継プレーでセーブを忘れてしまい肘が悪化。将来趣味の野球ができる可能性を残すために、この試合を最後に野球部を引退する。その後、猛勉強の末一冬で進学組に追いつく。3年の地方大会中に図書館で比呂と野田に会った時に趣味の草野球ならいつでも付き合うと言われたが、その後図書館でイヤホンで国見と橘の怪物的活躍を聴いて「趣味の草野球だと？てめえらにゃ一生無理だ、化け物め…」と苦笑した。準決勝の際に偶然あった山岸に甲子園は見るところじゃなく行く所と皆に伝えろと言い、来年へのエールを送った。
亡父は資産家であり、広田も裕福な環境で育った。また、広田が新監督に話したところによると、広田が起こしたトラブルは父が示談金を出して度々解決していたという。そんな父が自らプレゼントしてくれた唯一の品物は、小学4年生の時に上級生にいじめられた広田に「絶対使うな」と言い渡し御守りとして持たせたナイフである。その後はプロで活躍した分の遺産を受け継いだとのこと。
亡父を兄弟の中で一番慕っており、暴君な父親に殴られても父親の傍にいた。その為、父親に死の間際から「こんな自分を慕ってくれるお前がいてくれたから、生き方を変える事ができなかった。だが、お前はまだ間に合う。父さんのようになるな。」と遺言の様に伝えられ、自らを省みるようになった。実際、後輩への指導や自身のプレースタイルも変化が生じていた。
ドラマ版では右投げ。
小倉（おぐら）
3年生（比呂の一つ上）。捕手。右投右打。背番号14。
強肩、好リードの名捕手で実力は捕手としても打者としてもレギュラーの管より上と言われている。下級生からの信頼は厚く、頼りにされている。しかし、古賀富士夫と同様に城山監督の方針に逆らい、1年からベンチ入りはするも城山監督就任後は1度も試合出場がないという嫌がらせに遭う。3年次の夏の大会の千川戦では、負傷退場等で小倉以外の捕手が居なくなり遂に起用される。小倉が監督に代わり選手に指示を出してからはチームがまとまり、試合の流れを引き寄せた。捕手としての腕は元より、野手としても優秀で、スクイズを見破り野田がウエストさせたにもかかわらずボールに飛びつき成功させ、1点差まで詰め寄る。なお、これが高校時代唯一の打撃成績である。試合終了後、比呂のピッチングを讃えた際に「（最終回は）絶対にあなたには打席を回したくなかったからです」との大きな賛辞を受け、ありがとうと礼を述べ去っていった。
管（かん）
捕手。背番号2。3年生（比呂の一つ上）。正捕手だが実力は小倉より下。広田に嫌われぬようにしている。千川戦では緊張してフォークを後逸した。その後適時打を打つも一二塁間に挟まれた際走塁で転倒し負傷交代。
志賀（しが）
3年生（比呂の一つ上）。二塁手。右投右打。背番号4。打順は1番。
スライディングで怪我をさせようとするも失敗し深町に変えられる
小笠原（おがさわら）
3年生（比呂の一つ上）。一塁手。左投左打。背番号3。打順は2番。
千川戦では途中で宮川に変えられる。
国分（こくぶ）
3年生（比呂の一つ上）。三塁手。右投右打。背番号5。打順は5番。
大振りすると片手を離す癖があり、城山監督はその癖を利用して野田を負傷させようするが寸前で止め、その後ツーベースを放った。その後に坂本に変えられた。
鈴木（すずき）
3年生（比呂の一つ上）。右翼手。右投右打。背番号9。打順は6番。
スイングの速さは広田に引けを取らない。変化球打ちが上手いのだが、嘘の情報を流し相手をかく乱するため城山監督は直球打ちが上手いと言っていたり、練習試合のみ直球を打っている。このことは古賀監督と明和一のレギュラーにはバレていた。最後は9回2死で三振し、最後の打者になった。
大村（おおむら）
3年生（比呂の一つ上）。遊撃手。右投右打。背番号6。打順は8番。
ファインプレーをするも誰も駆け寄らなかった。
三浦（みうら）
3年生（比呂の一つ上）。中堅手。左打。背番号8。打順は9番。
元は思い切りの良いスイングだったが城山監督によってきれいなスイングに修正された。千川戦では監督にスイングが戻ってきたことを指摘され慌てて謝った。広田がセンターに入る際に途中交代。
林（はやし）
投手。右投右打。背番号10→1
実力は他のチームではエース扱いされるほどだが優しい性格ゆえに栄京では2番手止まり。三沢とは小学校から同じチームでいつも三沢に合わせていた。エースとしての捕手に恵まれず、本来の力が出し切れなかった様だが、小倉によって彼の力は引き出された。広田の故障後は栄京のエースの座を任せられる。
三沢（みさわ）
捕手。右投。背番号12→2。
控えのキャッチャー。林とは中学時代からの付き合いで、林のバーターとして入部を果たす。実力差を痛感しており、千川戦では負傷した管に代わり出場するも連続タイムリーを許してしまう。小倉を出場させる為に自らスパイクで手の甲を傷つけ、怪我をし途中交代。新チームではレギュラー。
深町（ふかまち）
二塁手。背番号13→4。打順は1番。
控えのセカンド。千川戦で志賀が佐川を怪我させ損なった為に途中出場した。
茂木（もてぎ）
遊撃手。背番号18→6。右打。打順は2番。
千川戦で大村に代わり途中出場。3年時にはレギュラーに定着した。
荒井（あらい）
3年生（比呂と同学年）。左翼手。右打。背番号7。
2年から3番を打つ実力者。クリーンナップだが器用さがあり、俊足でバントも上手い。千川戦ではセーフティバントを決めた。
宮川（みやがわ）
右翼手、一塁手。右投右打。背番号15→9。
控えのファースト。3年時にはライトでレギュラーに定着した。
坂本（さかもと）
三塁手。背番号17→5。右投右打。打順は6番。
千川戦で国分が野田を怪我させ損なった為に途中出場。ヘッスラで内野安打を決め、思わずガッツポーズをして喜んだ。
伊東（いとう）
中堅手。打順は9番。
秋からレギュラー。
友部（ともべ）
控えのファースト。
向井（むかい）
栄京の代打の切り札。練習試合では比呂の球に掠りもせず三球三振に切って取られる。
石川（いしかわ）
秋大会では代打で出場。
牧原（まきはら）
背番号13。
秋大会ではエラーで出塁する。
山岸（やまぎし）
広田のマッサージ係。背番号18。
秋からベンチに入る。
米倉（よねくら）
広田のマッサージ係。マッサージが下手だったため、広田に文句を言われてしまう。
城山 義明（しろやま よしあき）
声 - 筈見純
野球部監督。
高校野球界では名将と呼ばれているが、勝つためならば手段を選ばない冷酷な監督。その方針は選手のうその情報を流して相手をかく乱することから、危険なプレーの指示までと手段を選ばない。本人曰く「監督や指導者は実績があってこそ評価される」という持論ゆえの方針。
千川の古賀富士夫は元教え子であるが自分の方針に逆らっていたため、嫌っていた。その後は富士夫の存在を忘れていたが、自身が冷遇している小倉の姿を見て千川の監督が教え子であったことを思い出した。小倉が出場すると指示を無視され、広田にも試合を捨てられた。
中学時代の比呂に「一緒に甲子園に行かないか」と電話で勧誘している。だが比呂は言葉を額面通りに受け取り、ジイサンと一緒に行っても面白くないからと断っている。
夏の大会で千川高校に敗れた時は古賀監督に初出場で嫌った教え子が監督の高校に春夏連覇の夢を砕かれる敗北にあの人はしばらく信じられないと推測した。その後体調不良を理由に姿を消した（ハッキリと退任したとは描かれていない）。広田には「逃げ出した」と評されていた。
根津（ねづ）
野球部前監督。
性格は温厚。城山監督からはろくでもない指導者と呼ばれた。
新監督（仮称）
元は顧問だったが城山監督に代わり監督に就任する。城山監督とは対照的に野球を楽しむ方針で選手からの信望も厚い様子。広田の野球に対する真の思いも理解し、温情ある行動を取っていた。

## 石神商業高校
北東京の有力チーム。比呂らが2年生の時に夏の北東京大会の二回戦、3年生の時に夏の北東京大会の四回戦で千川高校と対戦しチームで2安打を放った事で監督からは胸を張れと言われた。「クロスゲーム」にも登場している。
支倉 三木雄（しくら みきお）
3年生（比呂の一つ上）。一塁手。右投げ・右打ち。
4番で東京都の個人連続安打記録保持者であり、高校通算50本以上の本塁打記録を持つプロ注目のスラッガー。父親は古賀商事の専務で古賀家との付き合いが深い。春華が初恋の相手で、春華の将来の夢を聞いて野球を始めた経緯がある。貧血になりやすく、「昔は、練習中に倒れたこともあったモヤシっ子」と古賀監督が話していたが、偵察に来たのか、作中、初登場時にも千川高校前で倒れていた。
千川との公式戦では最終回に比呂からフェンス直撃の長打を放つも、炎天下での試合のため限界を迎えており一塁に辿り着くことなく気を失った。よって記録はセンターゴロとなり、石神商業は千川にノーヒットノーランを喫することとなった。
岡田（おかだ）
投手。千川戦では5番で出場。
高橋（たかはし）
捕手。千川戦では3番で出場。
本山（もとやま）
二塁手。千川戦では1番で出場。
天野（あまの）
三塁手。千川戦では6番で出場。
中沢（なかざわ）
遊撃手。千川戦では7番で出場。
叶（かのう）
左翼手。千川戦では2番で出場。チーム1のミート力。
谷（たに）
中堅手。千川戦では9番で出場。
清水（しみず）
右翼手。千川戦では8番で出場。

## 豪南実業高校
鹿児島代表。比呂らが2年生の時に夏の全国大会の一回戦で千川高校と対戦した。翌年も全国大会出場は果たしているが、ベスト8に残ることなく敗退している。名前のモデルは鹿児島実業と樟南高校。
栗丸 保（くりまる たもつ）
1年生（比呂の一つ下）。投手。左投げ・左打ち。
1年生エース。小太りでありながら中学時代の比呂とそっくりな投球フォームと球質で、比呂と比べても遜色のないストレートを持っている。地区大会では爪を割り、マウンドには立てなかった。
後ろから驚かされると自分の身長くらい飛び跳ねる。それを面白がった兄に驚かされた時に饅頭を喉に詰まらせて以来背後に人がいると落ち着きを失うようになる。そのため2塁にランナーを置くと途端にマウンドで平静を保てなくなり制球を乱す。
栗丸 勇（くりまる いさむ）
3年生（比呂の一つ上）。投手。
控えピッチャー。栗丸保の兄。弟と違い才能は無いが、粘り強いピッチングで地方大会を投げぬいた。自身が仕掛けた悪戯が切っ掛けで保にトラウマが植え付けられたことが負い目となり、弟思いな性格が形成された。
その他の選手
谷口（たにぐち）
捕手。千川校戦では9番で出場。
神崎（かんざき）
一塁手。千川校戦では4番で出場。
児玉（こだま）
二塁手。千川校戦では8番で出場。
寺田（てらだ）
三塁手。千川校戦では3番で出場。
青木（あおき）
遊撃手。千川校戦では1番で出場。
岡村（おかむら）
左翼手。千川校戦では6番で出場。
塩島（しおじま）
中堅手。千川校戦では5番で出場。
西（にし）
右翼手。千川校戦では2番で出場。

港川（みなとがわ）
野球部監督。1回戦の相手が千川高校と決まった後、比呂らと会っても「明和一の応援かね?」と尋ねる。
弟が1年生であり兄が3年生と言う事もあってセカンドにランナーが置かれた時は自分で後ろには味方がいる事を気づかせようとあえて勇が投球練習をさせなかった。

## 伊羽商業高校
高知県代表。比呂らが2年生の時に夏の全国大会の二回戦で千川高校と対戦。翌年も全国大会出場を果たしているが、ベスト8に残ることなく敗退している。なお、作中では公式戦で唯一千川高校野球部に勝利したチームである。名前のモデルは伊野商業高校。
月形 耕平（つきがた こうへい）
3年生（比呂と同学年）。投手。右投げ・右打ち。
サイドスローから繰り出すコントロールとキレの良い多彩な変化球を持っている。ルックスが良く観戦中に女性ファンに囲まれてしまう。初めて自分以外でカッコイイと思った投手は比呂。研究ではなく趣味で比呂のピッチングのビデオを何度も見返していた。
元は才能溢れる速球派投手だったが、小学校の時のチームでは誰も捕れず打てない球でありみんなが白けてしまったので、みんなが打ちやすいところに投げるようにした。そのことから、相手の打ちやすいところと打ちにくいところやコントロールを学び、現在のスタイルになる。バッターとしても3番打者を務めている。ドラマ版では同じサイドスローながら、左投げとなっている。
実家は地元で代々の名士であり、父親は県議会の議長を務めたこともあり、母親は日本舞踊の師匠。祖父は愛情深く耕平思いで、気風の良い暴れ者で棒術の達人、入院中の病院を抜け出し、孫の応援に甲子園に向かう道中でタクシーの前で倒れ、雨宮、橘、国見の家族と遭遇している。
志水 仁（しみず じん）
3年生（比呂と同学年）。一塁手。左投げ・左打ち。
「右の橘、左の志水」と称されるほどの強打者。顔は怖いが英雄にバットへのサインを頼むなどミーハーな一面を持っている。月形とは中学からの幼なじみ。どんな速球にも対応できる打撃センスの持ち主だが、比呂の速球には対応しきれなかった。月形と同様、監督が止めなければ倒れるまで練習を続ける程の野球好き。
子供のころから毎試合応援に駆け付けて大声で声援を送ってくれる父親(月形の父親とは昔馴染み)がいる。
その他の選手
花田（はなだ）
捕手。千川戦では7番で出場。
関口（せきぐち）
二塁手。千川戦では2番で出場。
谷（たに）
三塁手。千川戦では5番で出場。
島村（しまむら）
中堅手。千川戦では6番で出場。

田辺（たなべ）
野球部監督。

## 宇田島東高校
愛媛県代表。比呂らが3年生の時に夏の全国大会の二回戦で明和第一高校と対戦した。強面揃いで有名。モデルは宇和島東高校。
三奈川（みながわ）
野球部マネージャー。
チーム唯一の美男子。相手チームの情報収集、データ分析のスペシャリスト。監督への的確なアドバイスで弱点を突く作戦参謀。あまりにも的確すぎるため、そして少々手段を選ばないため悪い噂が多い。
明和一戦直前、石元の彼女と談笑しているのを目撃される。石元は彼女と揉め、あわや破局という状況に。悪辣な作戦と考えて宇田島高校の宿舎に赴いた英雄に掴みかかられる。しかしひったくりに襲われた石元の彼女を偶然助けただけだと明和一戦中に明らかになる。三奈川が宇田島東のマネージャーと気付いた石元の彼女が石元の役に立とうとして接触を試みていた、というのが事の真相である。
元はエースで4番であり地元では期待された選手だったが事故が原因で野球が出来なくなっている。三奈川の力に惹かれ本気で甲子園を目指そうと才能豊かな選手が集まった宇田島東は戦意を喪失し、一時は廃部寸前となってしまった。だが三奈川は熱意と必死の情報収集で得た資料を武器にチームを復活させ、甲子園へと導いた。
その他の選手
島野（しまの）
投手。明和一戦では9番で出場。
牧（まき）
捕手。明和一戦では4番で出場。
三迫（みやさこ）
一塁手。明和一戦では3番で出場。
石山（いしやま）
二塁手。明和一戦では2番で出場。
中村（なかむら）
左翼手。明和一戦では7番で出場。
米倉（よねくら）
中堅手。明和一戦では5番で出場。
向井（むかい）
明和一戦では1番で出場。
五十嵐（いがらし）
明和一戦では6番で出場。

## その他の高校
飛竜西高校
比呂らが1年生の時に野球部のグラウンド完成記念の練習試合で千川と対戦。その前年は夏の北東京大会でベスト8の好成績ながら直ぐに問題を起こしては対外試合禁止になっている。学校専用のマイクロバスがあるようだが、校名表記は車体にチョークで殴り書きしたようになっている。「ケンカ自慢」「ケンカだったら毎年優勝候補」は春華の弁で、選手の柄も悪い。練習試合以後、暴力事件による対外試合禁止の処分を度々受けている模様で、連載中に登場する学校で、唯一公式戦に登場する描写はないが、終盤、千川が明和第一と対戦する準決勝戦を前にはサッカー部主将らと共に激励電報を贈っている。
千川との練習試合では0-12で大敗。春華はこの練習試合を見て「対外試合禁止中練習していないのは明らかで、選手達の足が3回には既にもつれていた」という趣旨の指摘を行い、酷評していた。その後も千川の応援をしているらしく、比呂ら3年時は対外試合禁止時中だったので甲子園に行くぞの張り紙を応援に行くぞがんばれ千川と書き足していた。
横道（よこみち）
声 - 辻村真人
野球部監督。温和な性格。部員からジジイ呼ばわりされている。
新川高校
比呂らが1年生の時に夏の南東京大会の決勝で明和第一と対戦。英雄のホームラン1点にまとめエースの一ノ瀬のエラーがきっかけでチャンスができ2x-1で逆転サヨナラ勝ちし、南東京代表となった。新聞で粘りの高校と紹介され、比呂曰く明和一が10回戦って7回勝てる相手。2年生の夏にも明和一と対戦したが、主力の3年が抜けたためあっさり敗戦した。
陽光学院高校
大阪代表。横綱と評される程の実力校。比呂らが1年生の時に春の全国大会の準々決勝で明和第一、決勝で栄京学園と対戦した。比呂ら1年の夏に甲子園を優勝している。甲子園で横綱と言われる程の優勝候補。春の全国大会では明和第一に4-3で勝利したが、決勝で栄京学園に敗北し連覇ならず。比呂ら3年次の夏の甲子園ベスト8敗退。
田丸（たまる）
投手。エース。明和第一戦で英雄に2四球を与えた後、本塁打を打たれ交代。
尾形（おがた）
投手。抑え。長身から重い速球を投げ込む。英雄にフェンス直撃の二塁打を打たれた。
美鷹工業高校
比呂らが2年生の時に夏の北東京大会の四回戦で千川と対戦。不調の木根を責め立てるも終盤に同点にされ延長で比呂にサヨナラ打を打たれ7-8xで惜敗した。
井手（いで）
投手。千川戦では6番で出場。
峰（みね）
捕手。千川戦では5番で出場。
高橋（たかはし）
一塁手。千川高校戦では4番で出場。
島村（しまむら）
千川戦では3番で出場。
山内（やまうち）
千川戦では2番で出場。
鈴木（すずき）
遊撃手。千川戦では9番で出場。
松尾（まつお）
左翼手。千川戦では8番で出場。
渡辺（わたなべ）
中堅手。千川戦では1番で出場。
萩尾（はぎお）
右翼手。千川戦では7番で出場。

樟徳高校
比呂らが2年生の時に夏の北東京大会の決勝で千川と対戦した。「クロスゲーム」にも登場している。いいチームだが一発は無く橘の予言によると取れても1点。先制するも佐川にホームランを打たれるなどで1-4で敗退し、北東京代表を逃す。
長谷部（はせべ）
投手。千川戦では8番で出場。
杉森（すぎもり）
捕手。千川戦では3番で出場。春華が作った比呂のお守りを拾い、ツキが良くなる。野田からは実質監督と言われるほど高頭脳。体型を除けば野田と似ている。
畑中（はたけなか）
一塁手。千川戦では4番で出場。
安田（やすだ）
二塁手。千川戦では1番で出場。
長山（ながやま）
三塁手。千川戦では6番で出場。
北川（きたがわ）
遊撃手。千川戦では5番で出場。
塚本（つかもと）
左翼手。千川戦では9番で出場。
及川（おいかわ）
中堅手。千川戦では2番で出場。
石本（いしもと）
右翼手。千川戦では7番で出場。
監督（氏名不詳）
監督。千川戦で地区大会中下着を一度も買えてないと明言。

八和田工業高校
谷熊（たにぐま）
青森代表八和田工高主将。選抜大会の選手宣誓の大役を務める。

圧商学園高校
福岡県代表。「タッチ」終盤にも登場。
宇田川 敏（うだがわ さとし）
投手。エース。比呂ら2年時の夏に甲子園で泥棒を捕まえるのに貢献した。

岩桜工業高校
山口県代表。
瀬戸 卓（せと すぐる）
投手。エース。甲子園で泥棒を捕まえるのに貢献した。

剣台北高校
宮城県代表。センバツ出場校。
八雲 哲也（やくも てつや）
投手。エース。フォークが自慢。甲子園で泥棒を捕まえるのに貢献した（ただし、他の投手の投球によって倒れた後、最後に落ちたフォークが頭部を直撃しただけ）。1回戦で伊羽商業高校と対戦、志水に2本塁打を浴びるなど8失点し、大敗。

今西高校
比呂らが2年生の時に春の選抜大会の一回戦で千川と対戦したが、1-2x（7回降雨コールド）で惜敗。
河合（かわい）
遊撃手。左打ち。
千川戦では1番で出場。比呂から出会い頭でホームランを打った。あまりの棒玉に打ったあとで驚いていた。

法海大第六高校
千葉代表。比呂らが2年生の時に春の選抜大会の準々決勝で千川と対戦し敗北。「タッチ」終盤にも登場したが、その際は福井代表であった。
清島商業高校
比呂らが2年生の時に春の選抜大会の準決勝で千川と対戦したが0-4で敗北。機動力が武器だが野田に阻まれた。
高木（たかぎ）
二塁手。千川戦では3番で出場。
鈴木（すずき）
左翼手。千川戦では2番で出場。
林田（はやしだ）
中堅手。千川戦では1番で出場。
福本（ふくもと）
三塁手。千川戦では4番で出場。
早川（はやかわ）
一塁手。千川戦では5番で出場。

浜光高校
神奈川代表。選抜優勝2回、準優勝1回、夏にも優勝経験がある名門校。比呂らが2年生の時に春の選抜大会の決勝で千川と対戦したが、4-6で敗北。千川の優勝を許す。序盤に失点し後からどんどん点をいれていくのが十八番。
朝岡 雅史（あさおか まさし）
投手。比呂ら2年の夏に甲子園で泥棒を捕まえるのに貢献した。
港川（みなとがわ）
投手。千川戦では5番で出場。
山本（やまもと）
捕手。千川戦では6番で出場。
外山（そとやま）
左翼手。千川戦では9番で出場。
別府（べっぷ）
中堅手。千川戦では8番で出場。
宮地（みやぢ）
右翼手。千川戦では7番で出場。

美斗工業高校
比呂らが3年生の時に夏の南東京大会の準々決勝で明和第一と対戦した。
沖島 光（おきじま ひかる）
投手。左投げ。１年生ながら力強い速球で明和一打線を苦しめたが、終盤に捕まって敗れる。野田に「独り相撲だが、立派に三役クラス」と言わしめた。比呂と英雄卒業後の高校野球のヒーロー候補。

有山商業高校
比呂らが3年生の時に夏の全国大会の二回戦で千川と対戦した。
藤島（ふじしま）
投手。元々は陸上をやっていてバネは転生の物。千川対策にフォークを覚えこれが見事にはまったが、千川の打線は急ごしらえのフォークをあえて無視する作戦をとり三振の山を築くが前情報にあったフォーク以外を狙われ打ち込まれる。それでフォークを投げざるをえない状況になりだんだんとフォークの落ちが悪くなったところを打ち込まれ8回に2失点し敗北。

法海大栄高校
東埼玉代表。比呂らが3年生の時に夏の全国大会の準々決勝で千川と対戦。
奥沢 保（おくざわ やすし）
投手。エース。甲子園で泥棒を捕まえるのに貢献した。
瀬尾（せお）
投手。千川戦では6番で出場。
大山（おおやま）
捕手。千川戦では3番で出場。
キャプテン。
杉浦（すぎうら）
一塁手。千川戦では1番で出場。
小林（こばやし）
二塁手。千川戦では7番で出場。
御影（みかげ）
三塁手。千川戦では4番で出場。
加藤（かとう）
遊撃手。千川戦では2番で出場。
滝田（たきだ）
左翼手。千川戦では5番で出場。
谷口（たにぐち）
中堅手。千川戦では9番で出場。
森（もり）
右翼手。千川戦では8番で出場。

聖章高校
熊本代表。比呂らが3年生の時に夏の全国大会の準々決勝で明和第一と対戦した。強打で鳴らしたチーム。橘を敬遠するが石元から打てず終盤に大量失点し9-0で大敗。名前は高身長の有名人から。
吉武（よしたけ）
投手。エース。明和第一戦では8番で出場。
川合（かわい）
捕手。明和第一戦では3番で出場。
伊集院（いじゅういん）
一塁手。明和第一戦では4番で出場。
尾崎（おざき）
二塁手。明和第一戦では6番で出場。
馬場（ばば）
三塁手。明和第一戦では2番で出場。
浜中（はまなか）
遊撃手。明和第一戦では9番で出場。
花田（はなだ）
右翼手。明和第一戦では7番で出場。
石塚（いしづか）
中堅手。明和第一戦では5番で出場。
大豊（たいほう）
左翼手。明和第一戦では1番で出場。
三雲（みくも）
野球部監督。英雄との勝負を避ける戦略をとるが、大和田にタイムリーを打たれた。

大俄高校
若林（わかばやし）
投手。エース。

福徳学園高校
桜井（さくらい）
投手。140kmを超えるストレートと落差のあるフォークが武器だが、英雄に3打席連続ホームランを打たれマウンドでうなだれる。それまでは地区大会を通じて自責点は0だったその自信から絶対に逃げないと公言をしていた。
皆斗工業高校(かいとこうぎょうこうこう)
和歌山県代表。比呂三年時の甲子園、準決勝第一試合で広島代表の田津川高校を終盤で5点差をひっくり返して7x-6のサヨナラで破り、千川より先に明日の決勝進出を決める。

## 国見家
国見 太郎（くにみ たろう）
声 - 三ツ矢雄二
比呂の父親。
古賀商事の営業三課に勤務するサラリーマン。比呂と春華の仲に自分が出世する唯一の希望を見ており、しかも比呂に対して公言している。都大会から比呂の試合の度に仕事をさぼっては変装して観戦に来る。しかし、いずれも社長と鉢合わせになってバレてしまう。残業と偽って麻雀をしたり、酔っぱらって午前様で帰宅したり真面目に働いているような描写はなく、完全にダメオヤジキャラで比呂にも「スケベぐうたらサラリーマン」と言われている。また比呂のゲームボーイをトイレに落として水没させたこともある。
「休みを取るなら体調が万全な時」という持論があり、不調な時なら仕事は周りがフォローしてくれると含蓄があるのかないのか分からない発言をしている。
国見 信子（くにみ のぶこ）
声 - 滝沢久美子
比呂の母親。
口が悪くて比呂の才能をあまり信用していないような態度を取るが、実は活躍の記録をこまめに収集している。比呂曰く「カラオケ好きの食っちゃ寝主婦」。
パンチ
国見家の飼い犬。名付け親は不明。父の日のプレゼントとして犬を飼うことになった比呂がペットショップへ赴き、本当は違う犬を選んだのだが、配達時に番号札が入れ違ってしまったために国見家に来る。甲子園と相性がいい犬らしい。「オン」という鳴き声である。鳴き声・容姿は『タッチ』のパンチとほぼ同じであるが誰が名付けたのかは不明。

## 雨宮家
国見家とは家族ぐるみでの付き合いで、明和一か千川が甲子園に出場する際は国見家と一緒に甲子園に応援に来ている。
雨宮 太一（あまみや たいち）
ひかりの父親。
書店を経営。大抵店番をサボってパチンコに行っていた。さくらが亡くなった後、真面目に仕事をするようになる。
雨宮 さくら（あまみや さくら）
声 - 池本小百合
ひかりの母親。
比呂の母・国見信子が入院直後、検査のため同病院へ入院。その後他界する。比呂を実の息子のように信頼し応援していた事から、彼女の死はひかりだけでなく比呂にも深い悲しみを与えた。
雨宮 高明（あまみや たかあき）
ひかりの叔父。
産報スポーツに勤務の新聞記者。ひかりの良き人生の指導者。無名な頃から比呂に目をつけていた。試合展開を読んだり選手を見たりする観察眼は優れている。眼鏡の下の素顔は基本的に描かれていないが、島が陸上を諦めた事件の真相を弟やその級友らが追及した際には、級友らには少々、厳しい口調だった一方、弟には、優しい口調で「兄は言い訳をしないタイプ」と言った時には、目が描かれていた。

## 橘家
酒屋を経営しているが、一家揃ってアルコールにきわめて弱く、ひかりも「仕事中もマスクしてる」と話している。そのため、祝杯をあげる際にもコーヒーを愛飲している。
橘 吾朗（たちばな ごろう）
英雄の父親。息子に劣らぬ生真面目な堅物で、祝い事でも必ず釘をさす発言をする。
橘 由美子（たちばな ゆみこ）
英雄の母親。
橘 雄一（たちばな ゆういち）
英雄の兄。比呂三年時の甲子園中ではパンチを家であずかっていた。
既婚。2歳の娘がいる。

## その他
上武（うえたけ）
スポーツ医学に精通しているとされており、国見・野田・丸山らを診察した。しかし、実際は無免許で、診察も的外れであり、国見・野田は何ともなかったが、丸山は負傷を悪化させてしまった。58歳。
『QあんどA』でも上武医院の医師として登場し、脚の負傷での休養期間が長引いていた方が都合がいいという小笠原一郎に虚偽の診断書を作成した。
竹村（たけむら）
声 - 野島昭生
千川高校のPTA会長。
建設会社の社長。顔に似合わずおっちょこちょい、大きなことを言って後でとぼけるお調子者だが、それでも人に憎まれない得な性格の持ち主。校長に野球部創設を直談判し、条件付きながら取り付けた。
佐川 テツ（さがわ テツ）
声 - 岩永哲哉
周二の兄で故人。英雄と周二に野球を教えた人物。町内の草野球チームのキャッチャーで四番をやっていて、英雄にとっては一番身近なスターだった。周二に対しては天才である英雄を参考にせず4番打者でも9番打者でも同じ9分の１の選手であることには変わらず、肩と脚は英雄に負けていないのでいい9分の１に成れると諭した。
車（くるま）
高校野球解説者。東京大会で解説をしていた。その場のノリで出任せを言うことが多く、読みや予測は殆ど当たらない。「クロスゲーム」でも登場。
根堀（ねほり）
高校野球解説者。甲子園での試合を解説した。
古賀（こが）
春華の父親。比呂の父親が勤める古賀商事の社長。自宅はプール付きの豪邸。
クールボー
比呂達が待ち合わせをしていた時におぼれていた犬の名前。プロ野球・阪神タイガースの帽子を被っていた。 名前の元ネタはサンデー掲載当時の1996年に在籍していたスコット・クールボー。